# إنديبيندينس
إنديبيندينس (بالإنجليزية: Independence, Iowa) هي مدينة تقع في ولاية آيوا في الولايات المتحدة. تبلغ مساحة هذه المدينة 16.11 (كم²)، وترتفع عن سطح البحر 285 م، بلغ عدد سكانها 5966 نسمة في عام 2012 حسب إحصاء مكتب تعداد الولايات المتحدة.

## التركيبة السكانية
قام مكتب تعداد الولايات المتحدة بتحديد بيانات التركيبة السكانية لإنديبيندينسفي تعداد الولايات المتحدة. في ما يلي، التركيبة السكانية حسب تعدادي 2000 و2010.

### تعداد عام 2000
بلغ عدد سكان إنديبيندينس 6,014 نسمة بحسب تعداد عام 2000، وبلغ عدد الأسر 2,432 أسرة وعدد العائلات 1,588 عائلة مقيمة في المدينة. في حين سجلت الكثافة السكانية 1,621.8 نسمة لكل ميل مربع (626.2/كم2). وبلغ عدد الوحدات السكنية 2,610 وحدة بمتوسط كثافة قدره 703.9 نسمة لكل ميل مربع (271.8/كم2).
وتوزع التركيب العرقي للمدينة بنسبة 97.97% من البيض و 0.05% من الأمريكيين الأصليين و 0.76% من الأمريكيين ذوي الأصول الآسيوية و 0.28% من الأمريكيين الأفارقة و 0.71% من عرقين مختلطين أو أكثر.
بلغ عدد الأسر 2,432 أسرة كانت نسبة 30.0% منها لديها أطفال تحت سن الثامنة عشر تعيش معهم، وبلغت نسبة الأزواج القاطنين مع بعضهم البعض 52.9% من أصل المجموع الكلي للأسر، ونسبة 9.4% من الأسر كان لديها معيلات من الإناث دون وجود شريك، وكانت نسبة 34.7% من غير العائلات. تألفت نسبة 30.3% من أصل جميع الأسر من أفراد ونسبة 16.0% كانوا يعيش معهم شخص وحيد يبلغ من العمر 65 عاماً فما فوق. وبلغ متوسط حجم الأسرة المعيشية 2.93، أما متوسط حجم العائلات فبلغ 2.35.
بلغ العمر الوسطي للسكان 39 عاماً. وكانت نسبة 7.3% بين الثامنة عشر والأربعة وعشرون عاماً، ونسبة 25.9% كانت واقعةً في الفئة العمرية ما بين الخامسة والعشرون حتى والأربعة وأربعون عاماً، ونسبة 22.5% كانت ما بين الخامسة والأربعون حتى الرابعة والستون، ونسبة 18.9% كانت ضمن فئة الخامسة والستون عاماً فما فوق. يوجد لكل 100 أنثى 88.6 ذكر، ويوجد لكل 100 أنثى في الثامنة عشر من عمرها فما فوق 82.8 ذكر.
بلغ متوسط دخل الأسرة في المدينة 36,554 دولار، أما متوسط دخل العائلة فبلغ 45,951 دولار. وكان متوسط دخل الذكور 31,161 دولار مقابل 21,597 دولار للإناث. وسجل دخل الفرد الخاص بالمدينة 20,683 دولار. وكانت نسبة 5.0% من العائلات ونسبة 7.0% من السكان تحت خط الفقر، وكان من هؤلاء نسبة 8.5% تحت سن الثامنة عشر ونسبة 7.0% في الخامسة والستين من العمر وما فوق.

### تعداد عام 2010
بلغ عدد سكان إنديبيندينس 5,966 نسمة بحسب تعداد عام 2010، وبلغ عدد الأسر 2,521 أسرة وعدد العائلات 1,566 عائلة مقيمة في المدينة. في حين سجلت الكثافة السكانية 981.3 نسمة لكل ميل مربع (378.9/كم2). وبلغ عدد الوحدات السكنية 2,745 وحدة بمتوسط كثافة قدره 451.5 لكل ميل مربع (174.3/كم2).
وتوزع التركيب العرقي للمدينة بنسبة 97.6% من البيض و 0.1% من الأمريكيين الأصليين و 0.7% من الأمريكيين ذوي الأصول الآسيوية و 0.3% من الأمريكيين الأفارقة و 1.1% من عرقين مختلطين أو أكثر.
بلغ عدد الأسر 2,521 أسرة كانت نسبة 29.0% منها لديها أطفال تحت سن الثامنة عشر تعيش معهم، وبلغت نسبة الأزواج القاطنين مع بعضهم البعض 48.7% من أصل المجموع الكلي للأسر، ونسبة 9.9% من الأسر كان لديها معيلات من الإناث دون وجود شريك، بينما كانت نسبة 3.5% من الأسر لديها معيلون من الذكور دون وجود شريكة وكانت نسبة 37.9% من غير العائلات. تألفت نسبة 32.2% من أصل جميع الأسر من أفراد ونسبة 15.4% كانوا يعيش معهم شخص وحيد يبلغ من العمر 65 عاماً فما فوق. وبلغ متوسط حجم الأسرة المعيشية 2.92، أما متوسط حجم العائلات فبلغ 2.30.
بلغ العمر الوسطي للسكان 41 عاماً. وكانت نسبة 23.9% من القاطنين تحت سن الثامنة عشر، وكانت نسبة 7.7% بين الثامنة عشر والأربعة وعشرون عاماً، ونسبة 23.2% كانت واقعةً في الفئة العمرية ما بين الخامسة والعشرون حتى والأربعة وأربعون عاماً، ونسبة 25.7% كانت ما بين الخامسة والأربعون حتى الرابعة والستون، ونسبة 19.7% كانت ضمن فئة الخامسة والستون عاماً فما فوق. وتوزع التركيب الجنسي للسكان بنسبة 46.8% ذكور و53.2% إناث.

## المناخ
هذه المنطقة عموما لديها اختلافات كبيرة في درجات الحرارة الموسمية، حيث تكون من دافئة إلى حار صيفا (مع الرطوبة)، وباردة أو باردة بشدة في فصل الشتاء.
هطول الأمطار وتوزيعها يكون بشكل جيد نسبيا على مدار السنة.